# Ryūzō Yanagimachi
 (avril 2019).
Si vous disposez d'ouvrages ou d'articles de référence ou si vous connaissez des sites web de qualité traitant du thème abordé ici, merci de compléter l'article en donnant les références utiles à sa vérifiabilité et en les liant à la section « Notes et références ».
Ryūzō Yanagimachi (柳町 隆造, Yanagimachi Ryūzō), né le 27 août 1928 à Ebetsu (Hokkaidō) et mort le 27 septembre 2023, est un biologiste et professeur d'université américano-japonais.
Il consacre sa vie à découvrir les mécanismes naturels de la fécondation chez les poissons et les mammifères. Ses travaux pionniers permettent d'innover dans le cadre des techniques d'assistance à la fécondation chez l'homme (techniques d'injection de spermatozoïde dénommées ICSI pour Intra Cytoplasmique Sperm Injection). Elles sont utilisées dans le monde pour remédier à différents cas d'infertilité humaine.
Il innove dans le domaine du clonage des animaux. Son laboratoire de Mānoa à l'université de Hawaii produit, en 1997, la première souris clonée, baptisée Cumulina, en utilisant une des cellules somatiques entourant les follicules ovariens comme cellule donneuse de noyau. Cette technique originale de clonage est dite technique de Honolulu.

## Biographie
Le nom Yanagimachi vient, en japonais de yanagi (« saule ») et de machi (« ville »). Ryūzō Yanagimachi est appelé le plus souvent Yana à la suite de son mentor M. C. Chang qui trouvait son prénom Ryūzō (prospérité et création) difficile à prononcer et son nom de famille trop long. 
Yana obtient le BS en zoologie en 1952 et le DSc d'embryologie de l'université de Hokkaidō de Sapporo au Japon en 1960. Il enseigne la biologie avant de commencer une carrière de chercheur au cours d'un stage postdoctoral dans le laboratoire de M.C. Chang (États-Unis) à la Worcester Foundation for Experimental Biology à Shrewsbury dans le Massachusetts. Dans la foulée des premières tentatives de fécondation in vitro chez la lapine (C. Thibault, première fécondation in vitro 1954, M. C. Chang premier lapereau, 1959, États-Unis), il découvre comment réaliser la capacitation des spermatozoïdes en dehors des voies génitales femelles et réalise la première fécondation in vitro chez le hamster. Ce sont ses travaux sur l'amélioration des méthodes de fécondation in vitro chez l’animal qui ont permis le développement de la fécondation in vitro à usage thérapeutique chez l'homme. Après ces premiers succès, il revient à l'université de Hokkaidō (1964) comme maître de conférences avec l'espoir d'obtenir un poste de professeur, mais finalement ce poste ne lui fut pas attribué. Ce n'est que deux ans plus tard, en 1966, que Ryūzō Yanagimachi rejoint l'université d'Hawaï (États-Unis) comme professeur assistant. C'est à l'école de médecine John A. Burns qu'il devient professeur de biologie de la reproduction. En 2004, après 38 ans de recherche et d'enseignement, il prend sa retraite et devient professeur émérite. Il poursuit malgré tout ses recherches avec de jeunes chercheurs. 
Il s'est marié avec Hiroko à Sapporo en 1959. Hiroko est une psychologue pour enfants diplômée major de l'université de Sendai (Japon). Elle a exercé plusieurs années avant de se marier et aurait aimé poursuivre son activité aux États-Unis, mais la barrière de langue l'a dissuadée d'exercer son activité de psychothérapeute. Après avoir travaillé comme journaliste pour une radio japonaise d'Honolulu, elle apprend les techniques de microscopie électronique et rejoint l'équipe de recherche de son mari. Elle prend en charge les travaux de microscopie. Elle a réalisé plus de 60 % des travaux de microscopie électronique publiés par l'équipe de Ryūzō Yanagimachi.

## Clonage
C'est en 1998 que le laboratoire de Ryūzō Yanagimachi publie la naissance de la première souris clonée issue d'un cellule somatique adulte dans la revue Nature. La technique de clonage dénommée « Honolulu technique » est innovante. La première souris est baptisée Cumulina pour faire référence aux cellules du cumulus dont elle est issue par clonage. À la suite de cette publication, plus de 50 souris issues de trois générations successives ont été engendrées par cette technique,. Ces travaux ont été réalisés par l'« équipe Yanagimachi » comprenant notamment Teruhiko Wakayama (natif du Japon), Anthony Perry (Royaume-Uni), Maurizio Zuccotti (Italie) et K. R. Johnson (États-Unis). C'est grâce à la renommée internationale des travaux de Ryūzō Yanagimachi et notamment celle acquise avec la publication dans la revue Nature que des fonds conséquents ont été débloqués pour créer l'Institute for Biogenesis Research dans la tour de l'école de médecine John A. Burns. Ryūzō Yanagimachi a donc pu quitter l'entrepôt où il était installé depuis 30 ans pour poursuivre ses travaux dans ce nouvel institut. Lui et ses collaborateurs ont continué à réaliser des avancées significatives dans l'amélioration des techniques de clonage. La premier mâle cloné à partir d'une cellule somatique est né en 1999. En 2004, le laboratoire participe au clonage d'une souris mâle infertile. L'objectif de ces recherches est de perpétuer des souris infertiles par clonage pour l'étude de l'infertilité humaine. Les souris clonées selon la technique de Honolulu sont exposées au musée Bishop de Honolulu à Hawaii, et au musée des Sciences et de l'industrie de Chicago dans l'Illinois aux États-Unis.

## Travaux principaux avant et après 1960
Avant d'étudier la fécondation chez les mammifères en 1960, Ryūzō Yanagimachi étudie la fécondation chez le hareng et l'organisation de l'appareil reproducteur chez les Rhizocephala (des cirripèdes, parasites des décapodes et proches des balanes). Il découvre chez les poissons le mécanisme chimiotactique, dépendant du calcium, permettant l'attraction des spermatozoïdes vers le micropyle et leur migration vers l'œuf pour le féconder. Chez les Rhizocephala, il découvre que, contrairement à ce que l'on pensait, l'adulte n'est pas hermaphrodite mais bisexuel. Le testicule chez l'adulte est le réceptacle des cellules provenant de larves mâles. Cette découverte révolutionne les concepts de la reproduction chez les Rhizocephala. Après 1960, il se focalise sur l'analyse des mécanismes naturels de la fécondation chez les mammifères. Il aboutit à la mise au point de techniques fines d'assistance à la fécondation. L'ouvrage intitulé Yanagimachi's comprehehsive review of Mammalian Fertilization publié en 1994 (in : Physiology of Reproduction, Knobil & Neill eds, Raven Press) est devenu un classique. L'activité pionnière de son équipe dans l'injection intracytoplamique de spermatozoïde a permis de résoudre de nombreux cas d'infertilité masculine chez l'homme. Son équipe a été la première à obtenir des souris normales à partir de cellules germinales mâles immatures telles que des spermatides rondes ou des spermatocytes ainsi que des spermatozoïdes lyophilisés. Après sa retraite en 2004, il continue à travailler sur la fécondation chez les mammifères et a repris ses travaux sur la fécondation des poissons et des insectes.

## Récompenses et honneurs
- Zoological Society Prize, Japon, 1977,
- Research Award, Society for Study of Reproduction, États-Unis, 1982,
- University of Hawaii Regents' Medal for Excellence in Research, États-Unis, 1988,
- Recognition Award, Serono Symposia, États-Unis, 1989,
- Marshall Medal, Society for the Study of Fertility, R.-U., 1994,
- International Prize of Biology, Japon, 1996,
- Honorable Degree of Philosophy from the University of Rome, Italie, 1997,
- Distinguished Andrologist Award, American Society of Andrology, États-Unis, 1998,
- Induction to the Polish Academy of Scicnes, Pologne, 1998,
- Carl G. Hartman Award, Society for the Study of Reproduction, États-Unis, 1999,
- Honorable Degree of Philosophy from the University of Pavia, Italie, 1999,
- Honorary Member, European Society of Human Reproduction and Embryology, 1999,
- Pioneer Award, International Embryo Transfer Society, 2000
- Induction to the National Academy of Sciences, États-Unis, 2001,
- Honrable Degree of Philosophy from the Hokkaido University, Japon 2002,
- Induction to Hall of Honor, the National Institute of Child Health and Human Development, États-Unis, 2003,
- Donald Henry Barron Lecture, Université de Floride, 2003,
- Pioneer Award in Reproduction Research, 2012.